# عقد 1020
عقد 1020 هو عقد امتد بين 1 يناير 1020 و31 ديسمبر 1029 بحسب التقويم الميلادي. سبقه عقد 1010 ولحقه عقد 1030.

## مواليد
- روبرت الأول، كونت الفلاندرز (1029)
- ألب أرسلان (1029)
- فرروح زاد (1025)
- سفياتوسلاف ياروسلافيتش (1027)
- علي الحصري القيرواني (1029)
- إيدوكيا مكرمبولتيسا (1021)
- ويليام الثامن، دوق آكيتاين (1024)
- زهراء الكوش (1027)
- أغنيس من بواتو (1025)
- إبراهيم بن يحيى الأشهبي (1023)
- ابن الموصلايا (1021)

## وفيات
- الكسكري (1023)
- ريتشارد الثاني دوق نورماندي (1026)
- أبو بكر الكرجي (1029)
- غايمار الثالث أمير ساليرنو (1027)
- أبو إسحاق الإسفراييني (1027)
- قسطنطين الثامن (1028)
- حماد بن بلكين (1028)
- نونو ألفيتيز (1028)
- عبد الرحمن المستظهر بالله (1024)
- السجزي (1024)
- هنري الثاني (1024)

## كتب
- Yves Denis Papin (1998). Chronologie de l'histoire ancienne. Lieu de publication non identifié: Éditions Jean-paul Gisserot. ISBN:2-87747-346-5. OCLC:40746926. مؤرشف من الأصل في 2022-03-16.
- موسوعة حضارة العالم (2002) لأحمد محمد عوف.

## روابط خارجية
- تصفح سنة بسنة عقد 1020 على موقع onthisday.com
- تصفح سنة بسنة عقد 1020 ابتداءً من سنة عقد 1020 على موقع المكتبة الوطنية الفرنسية